# الصقر المالطي (رواية)
«الصقر المالطي» رواية كتبها داشييل هاميت عام 1929 وتصنّف ضمن الأدب البوليسي، نشرت بدايةً في مجلة القناع الأسود كمسلسلة بدأً من عدد أيلول (سبتمبر) 1929. أستخدمت القصة في العديد من الأعمال السينمائية. تظهر الشخصية الأساسية في الرواية «سام سبيد» وفي ثلاث قصص قصيرة أقل شهرة واستشهد بها على نطاق واسع كشخصية محورية لتطور المخبرين الخاصين. على سبيل المثال، كان سام سبيد الملهم لشخصية فيليب مارلو التي ابتدعها رايموند تشاندلر.
تتضمن الرواية عدداً كبيراً من السياقات المتعلقة بالمثليين جنسياً، لكنها استئصلت سينمائياً من فيلم الصقر المالطي (فيلم) بسبب القيود على الإنتاج، وكان الفيلم من بطولة همفري بوغارت وماري أستور، ويعتبر أحد أفضل ثلاثة أفلام أنتجت بين عامي 1931 و1941 عن نفس القصة. يشار إلى أن شخصية «ريا غوتمان» لا تظهر في أي من الأفلام. عام 1998، صنّفت المكتبة الحديثة رواية الصقر الملكي في المرتبة 56 في قائمة أفضل مائة رواية حسب دار مودرن لايبراري، في حين صنفتها غارديان في المرتبة 54 في قائمة قائمة الغارديان لأفضل مئة رواية.

## وصلات خارجية
- الصقر المالطي على موقع الموسوعة البريطانية (الإنجليزية)